# Da Capo (album av Love)
Da Capo är ett musikalbum av Love som lanserades tidigt 1967 på Elektra Records. På albumet ryms såväl snabb garagerock som finstämda ballader och barockpop. Albumet innehåller gruppens största hitsingel "Seven & Seven Is", vilken nådde 33:e plats på Billboard Hot 100-listan. Albumet klättrade till 80:e plats på Billboard 200 i USA.
Inför inspelningarna av albumet blev Michael Stuart ny trumslagare i gruppen, och Alban "Snoopy" Pfisterer som tidigare innehaft positionen bytte till harpa och elorgel. Harpan kan höras på albumets inledande låt "Stephanie Knows Who" och "The Castle". Tjay Cantrelli spelar flöjt och saxofon på albumet, men kom inte att medverka på flera album av Love.
"Revelation" är ett långt "jam" som var en av de första populärmusikverken att ta upp en hel LP-sida. Bob Dylan hade dock haft med en komposition som upptog en hel skivsida på Blonde on Blonde några månader tidigare, "Sad Eyed Lady of the Lowlands", men den var inte lika lång.

## Låtlista
Samtliga låtar skrivna av Arthur Lee, om annat inte anges.
Sida 1
1. "Stephanie Knows Who" – 2:33
2. "Orange Skies" (Bryan MacLean) – 2:49
3. "¡Que Vida!" – 3:37
4. "Seven & Seven Is" – 2:15
5. "The Castle" – 3:00
6. "She Comes in Colors" – 2:43

Sida 2
1. "Revelation" (Johnny Echols/Ken Forssi/Arthur Lee/Bryan MacLean) – 18:57

## Medverkande
- Arthur Lee – sång, munspel, gitarr, trummor, percussion
- Bryan MacLean – rytmgitarr, sång
- Johnny Echols – sologitarr
- Ken Forssi – basgitarr
- Alban "Snoopy" Pfisterer – orgel, cembalo
- Michael Stuart – trummor, percussion
- Tjay Cantrelli – saxofon, flöjt, percussion